# CDU Baden-Württemberg
Die CDU Baden-Württemberg (CDU BW oder CDU BaWü) ist der Landesverband der CDU in Baden-Württemberg. Mit rund 60.200 Mitgliedern war er Ende 2019 der zweitgrößte Landesverband der CDU. Vorsitzender ist Manuel Hagel.
Der Landesverband wurde im Januar 1971 durch Zusammenschluss der Landesverbände Nordbaden, Südbaden, Nordwürttemberg und Württemberg-Hohenzollern zu einem Dachverband gegründet.
Von 1953 bis 2011 stellte die CDU in Baden-Württemberg kontinuierlich den Ministerpräsidenten des Landes. Von 2011 bis 2016 war die CDU die größte Oppositionspartei im Landtag von Baden-Württemberg. Seit Mai 2016 ist die CDU wieder in der Landesregierung vertreten, als Juniorpartner in einer grün-schwarzen Koalition.

## Innere Struktur
Der Landesverband gliedert sich nach den Regierungsbezirken in Baden-Württemberg in die vier Bezirksverbände Nordbaden, Südbaden, Nordwürttemberg und Württemberg-Hohenzollern. Diese wiederum teilen sich in 41 Kreisverbände und über 800 Stadt-, Gemeinde- und Ortsverbände auf.

### Organe
Als oberstes Gremium des CDU-Landesverbandes agiert der Landesparteitag, der die Mitglieder des Präsidiums und des Landesvorstandes sowie die Mitglieder des Landesparteigericht wählt. Eine lokale Besonderheit ist die Wahl der Delegierten. Für je 250 Mitglieder entsenden die Kreisverbände jeweils einen Delegierten. Zusätzlich entsenden die 4 Bezirksverbände je 60.000 Wähler bei der letzten Landtagswahl einen Delegierten. Diese Sonderregelung ist als Kompromiss im Rahmen der Vereinigung der einzelnen Landesverbände und der „Herabstufung“ zu Bezirksverbänden entstanden.
Der Landesvorstand entscheidet über die laufende Politik der CDU Baden-Württemberg unter Beachtung der Beschlüsse des Landesparteitages. Das Präsidium stellt den Kopf des Landesvorstandes dar und führt -gemeinsam mit der Landesgeschäftsstelle- die laufenden Geschäfte des Landesvorstands.
Das Landesparteigericht entscheidet über satzungsrechtliche Fragen, Wahlanfechtungen, Parteiausschlussverfahren u. a.
Weiterhin bestehen Landesfachausschüsse und Arbeitskreise als Organe des Vorstandes.

### Mitglieder
Wie alle Parteien in Baden-Württemberg besitzt auch der CDU-Landesverband eine im westdeutschen Vergleich unterdurchschnittliche Mitgliederdichte. Dies hängt mit der südwestdeutschen Tradition kleinräumiger politischer Selbstverwaltung zusammen. Auf kommunaler Ebene ist nicht die Parteizugehörigkeit entscheidend, sondern die Persönlichkeit. Es herrscht deshalb auf kommunaler Ebene eine Kultur der Parteiendistanz und Parteilosigkeit vor.
Die nachfolgende Tabelle gibt die Entwicklung der Anzahl der Mitglieder seit der Gründung des Landesverbandes an. Die bisher höchste Zahl an Mitgliedern wurde am Ende des Jahres 1984 erreicht.
| Zeitpunkt     | Mitglieder |
| ------------- | ---------- |
| Dezember 1970 | 45.504     |
| April 1973    | 58.001     |
| Mai 1981      | 87.276     |
| Dezember 1984 | 96.146     |
| Juni 1991     | 91.876     |
| August 2001   | 81.264     |
| 2006          | 77.800     |
| 2016          | 64.864     |
| 2021          | 55.800     |

Im August 2001 waren 79 % der Mitglieder männlichen und 21 % weiblichen Geschlechts. Der Anteil katholischer Mitglieder lag zu der Zeit bei 60 %, derjenige evangelischer Mitglieder bei 27 %. Das Durchschnittsalter der Mitglieder betrug im August 2001 56 Jahre.

## Geschichte

### Vorgängerorganisationen bis zur Gründung des Südwest-Staates
Nach dem Zweiten Weltkrieg entstanden auch im Südwesten eine Reihe von politischen Gruppen, die mit der Gründung einer überkonfessionellen Partei aus christlichen, bürgerlichen und liberalen Wurzeln den Fehler der Zersplitterung der Parteienlandschaft der Weimarer Republik überwinden wollten. Die Mitglieder dieser Gruppen standen parteipolitisch überwiegend in der Tradition des Zentrums, zum Teil aber auch in der des Christlich-Sozialen Volksdienstes, der Deutschen Volkspartei und der DNVP, welche in Württemberg durch die ehemalige Bürgerpartei und den Bauern- und Weingärtnerbund repräsentiert wurde.
Das heutige Baden-Württemberg war 1945 auf die amerikanische und die französische Besatzungszone verteilt worden. Deshalb entwickelten sich auch die Parteiorganisationen zunächst getrennt. Auf dem Gebiet der amerikanischen Besatzungszone wurde 1945 in Karlsruhe die Christlich-demokratische Partei (CDP) für Nordbaden und in Stuttgart die Christlich-Soziale Volkspartei für Nordwürttemberg gegründet. In der französischen Zone bildete sich am 20. Dezember 1945 in Freiburg die Badische Christlich-Soziale Volkspartei (BCSV) als Landesverband für Südbaden. Im Gebiet Württemberg-Hohenzollerns entstand die CDU gehemmt durch die französische Besatzungspolitik etwas verzögert. Im Jahr 1947 wurden die Bezeichnungen vereinheitlicht.
Die Gründung des Landes Baden-Württemberg führte zu einer Zerreißprobe auch innerhalb der Partei. Während die CDU in Württemberg relativ geschlossen für den Südweststaat war und Staatspräsident Gebhard Müller ein starker Befürworter der Fusion, kamen gerade in Baden die schärfsten Kritiker der Fusion wie Staatspräsident Leo Wohleb aus den Reihen der Union. Parteiintern einigte man sich 1949 auf die „Freudenstädter Beschlüsse“, nach denen diese Frage in einer Volksabstimmung zu klären war.
Ein gemeinsamer Landesverband entstand nach der Gründung des Landes Baden-Württemberg im Jahr 1952 noch nicht. Die Fusion zu einem einheitlichen Landesverbandes sollte erst im Jahr 1971 erfolgen. Um jedoch insbesondere in Zeiten des Wahlkampfs nach außen als mit einer Stimme sprechende Landespartei wahrgenommen zu werden, gab es bis zur Bildung des einheitlichen Landesverbands 1971 eine in regelmäßigen Abständen tagende Konferenz der vier Landesvorsitzenden, die sogenannte „Vierer-Konferenz“. Dieser Konferenz gehörten auch der Ministerpräsident und die CDU-Landesminister, die CDU-Landesgeschäftsführer und einige weitere Persönlichkeiten an.

### Amtszeit Gebhard Müller

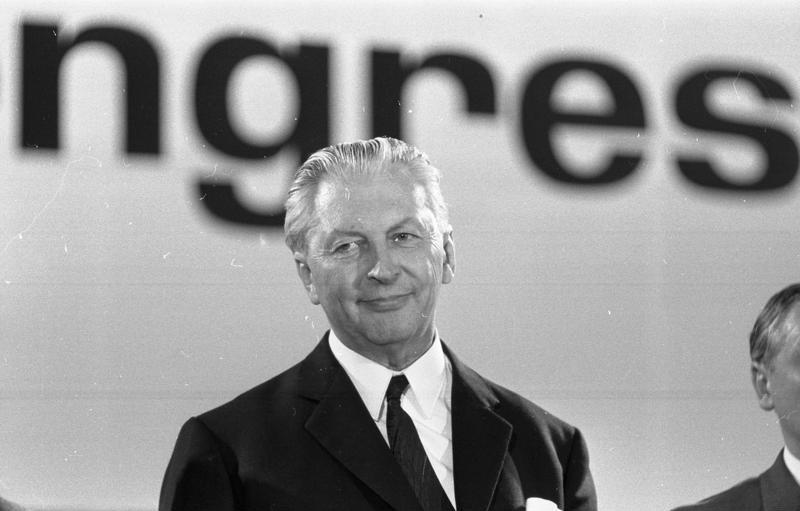
Kurt Georg Kiesinger

Bei der Wahl zur Verfassunggebenden Landesversammlung wurde die CDU mit 36 % stärkste Partei. Dennoch wurde überraschend zunächst eine Regierung ohne die CDU unter Reinhold Maier (FDP/DVP) als Koalition aus SPD, FDP/DVP und BHE gebildet. Maier erklärte die Bundestagswahl 1953 zu einem Plebiszit über seine Politik und musste konsequenterweise zurücktreten, nachdem die Union im Südwesten bei dieser Wahl die absolute Mehrheit der Stimmen in allen Landesteilen, also auch in Baden erreicht hatte. Nun wurde Gebhard Müller am 30. September 1953 Ministerpräsident einer Allparteienkoalition. Aus Sicht der CDU war dies der Beginn einer einzigartigen Erfolgsgeschichte. Seit diesem Tag wurden die Ministerpräsidenten in Baden-Württemberg für die folgenden 57 Jahre durch die CDU gestellt.
Auch bei der Landtagswahl 1956 wurde die CDU als stärkste Partei bestätigt und steigerte den Stimmenanteil auf 42,6 %. Gebhard Müller blieb Ministerpräsident, bis er 1958 als Präsident an das Bundesverfassungsgericht wechselte.

### Amtszeit Kurt Georg Kiesinger
Für die Öffentlichkeit überraschend wurde der außenpolitische Sprecher der CDU-Bundestagsfraktion Kurt Georg Kiesinger Nachfolger Gebhard Müllers als Ministerpräsident von Baden-Württemberg. Kiesinger setzte die Allparteienkoalition nach der Landtagswahl 1960 nicht mehr fort. An ihre Stelle trat eine kleine Koalition aus CDU, FDP/DVP und BHE. Bei der Vergabe der Ministerposten wurde streng darauf geachtet, dass die vier CDU-Landesverbände ihrem jeweiligen Gewicht entsprechend berücksichtigt wurden. Das besondere Engagement der Regierung Kiesinger lag bei der Kultur- und Schulpolitik. Als Kiesinger am 1. Dezember 1966 als Bundeskanzler nach Bonn wechselte, wurde Hans Filbinger sein Nachfolger.

### Amtszeit Hans Filbinger
Zu Beginn der Amtszeit von Hans Filbinger zerbrach die Koalition mit der FDP/DVP, die eine sozialliberale Koalition anstrebte. Nun bildete Filbinger 1966 mit der SPD eine Große Koalition nach Bonner Muster (Kabinett Filbinger I). Filbinger trat vehement für die Vollendung der Integration von Baden und Württemberg ein. In der Konferenz der vier Landesvorsitzenden wurde er die zunehmend unangefochtene Führungsfigur. Nachdem bei der am 7. Juni 1970 durchgeführten Volksabstimmung die Bevölkerung in Baden mit 81,9 % eine große Zustimmung zum Verbleib bei Baden-Württemberg bekundet hatte, sollte endlich der als Anachronismus empfundene Zustand der vier CDU-Landesverbände in Baden-Württemberg beendet werden.

### Zusammenschluss der vier Landesverbände

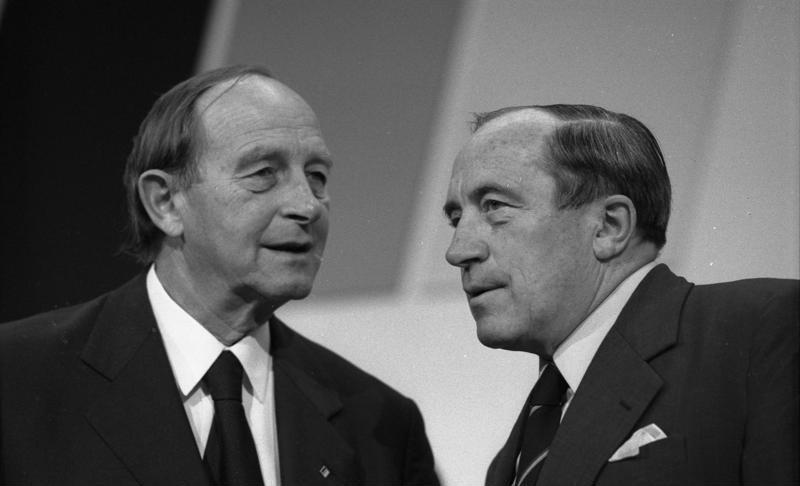
Hans Filbinger (links) zusammen mit Werner Dollinger auf dem CDU-Parteitag im Oktober 1978

Am 15. Januar 1971 fand in Baden-Baden ein Landesparteitag statt, auf dem sich die vier CDU-Landesverbände in Baden-Württemberg zu einem einheitlichen Landesverband zusammenschlossen. Als erster Landesvorsitzender wurde Hans Filbinger gewählt.
An Stelle der ehemaligen Landesverbände traten die vier Bezirksverbände Nordbaden, Südbaden, Nordwürttemberg und Württemberg-Hohenzollern. Die Einzugsgebiete der CDU-Bezirksverbände entsprechen, obwohl die alten Namen beibehalten wurden, den seit 1973 veränderten Grenzen der Regierungsbezirke Karlsruhe, Freiburg, Stuttgart und Tübingen. So umfasst zum Beispiel der CDU-Bezirksverband Nordbaden ehemals württembergische Gebiete in den Kreisverbänden Calw und Freudenstadt und umgekehrt der CDU-Bezirksverband Nordwürttemberg ehemals badische Gebiete in den nordwestlichen Gemeinden des Main-Tauber-Kreises sowie Teile der nördlichen Gemeinden Krautheim und Schöntal des Hohenlohekreises.

### Wahlergebnisse und Koalitionen
| Ergebnisse der Landtagswahlen | Ergebnisse der Landtagswahlen | Ergebnisse der Landtagswahlen | Ergebnisse der Landtagswahlen |
| Jahr                          | Stimmen                       | Sitze                         | Spitzenkandidat               |
| ----------------------------- | ----------------------------- | ----------------------------- | ----------------------------- |
| 1952                          | 36,0 %                        | 40                            | -                             |
| 1956                          | 42,6 %                        | 56                            | Gebhard Müller                |
| 1960                          | 39,5 %                        | 52                            | Kurt Georg Kiesinger          |
| 1964                          | 46,2 %                        | 59                            | Kurt Georg Kiesinger          |
| 1968                          | 44,2 %                        | 60                            | Hans Filbinger                |
| 1972                          | 52,9 %                        | 65                            | Hans Filbinger                |
| 1976                          | 56,7 %                        | 71                            | Hans Filbinger                |
| 1980                          | 53,4 %                        | 68                            | Lothar Späth                  |
| 1984                          | 51,9 %                        | 68                            | Lothar Späth                  |
| 1988                          | 49,0 %                        | 66                            | Lothar Späth                  |
| 1992                          | 39,6 %                        | 64                            | Erwin Teufel                  |
| 1996                          | 41,3 %                        | 69                            | Erwin Teufel                  |
| 2001                          | 44,8 %                        | 63                            | Erwin Teufel                  |
| 2006                          | 44,2 %                        | 69                            | Günther Oettinger             |
| 2011                          | 39,0 %                        | 60                            | Stefan Mappus                 |
| 2016                          | 27,0 %                        | 42                            | Guido Wolf                    |
| 2021                          | 24,1 %                        | 42                            | Susanne Eisenmann             |

Bei den fünf Landtagswahlen von 1972 bis 1988 erreichte die CDU absolute Mehrheiten und konnte Baden-Württemberg alleine regieren. In den anderen Wahlperioden war sie auf Koalitionspartner angewiesen. In den Anfangsjahren des Bundeslandes bis zum Jahre 1960 arbeitete die CDU in einer Allparteienkoalition aus der die SPD mit der Landtagswahl 1960 ausschied. Ab 1964 regierte die CDU alleine mit der FDP/DVP. Die Wahlen 1968 ergaben eine gewichtige Verschiebung. Auch bedingt durch die Große Koalition im Bund brach die SPD auf 29 % ein und die NPD erreichte fast 10 % der Sitze. Entsprechend dem Vorbild im Bund wurde eine Große Koalition gebildet, die ab 1972 durch die CDU-Alleinregierung abgelöst wurde. Auch nach der Landtagswahl 1992 war eine Partei rechts der Union (diesmal Die Republikaner) mit 10,9 % im Landtag vertreten. Die CDU hatte Verluste in vergleichbarer Höhe zu beklagen. Es kam aufgrund dieser Mehrheitsverhältnisse zu einer Großen Koalition. Diese hielt vier Jahre und wurde seit 1996 durch Koalitionen mit der FDP abgelöst, die bis 2011 die Regierung in Baden-Württemberg bildeten. Bei der Landtagswahl am 27. März 2011 erreichte die CDU 39 Prozent der Stimmen, blieb damit zwar die mit Abstand stärkste Fraktion im Landtag, verlor aber die Regierungsmehrheit mit der FDP. Zum ersten Mal in der Geschichte des Bundeslandes erreichten Bündnis 90/Die Grünen und die SPD eine Mehrheit der Mandate.

## Inhaltliches Profil bis zur Wahlniederlage 2011
Unter dem Titel „Für eine neue Balance zwischen Gegenwart und Zukunft“ beschrieb die CDU Baden-Württembergs in ihrem Grundsatzprogramm 2006 und unter der Überschrift „In der Tat besser“ in ihrem Regierungsprogramm 2006 bis 2011 die landespolitischen Inhalte ihrer Politik in den Jahren von 2006 bis 2011.

### Familienpolitik
Die CDU Baden-Württembergs sah in der Ehe zwischen Mann und Frau das Leitbild der Gesellschaft sowie die beste und verlässlichste Grundlage für das Gelingen von Familie. Familie bestehend aus Vater, Mutter und Kindern wurde als das Fundament der Gesellschaft gesehen. Die CDU Baden-Württembergs war dagegen, schwule und lesbische Paare in eingetragenen Lebenspartnerschaften rechtlich Eheleuten gleichzustellen. Ebenso war die CDU Baden-Württembergs gegen ein Adoptionsrecht für gleichgeschlechtliche Paare.

### Wirtschafts- und Sozialpolitik
Zur Förderung von Wachstum und Beschäftigung wollte die CDU „das Gleichgewicht zwischen Freiheit und sozialer Verantwortung neu bestimmen“. Gefordert wurde mehr Unternehmergeist und weniger staatliche Reglementierung. Aufgabe der Landespolitik sei es gewesen, „Baden-Württemberg als Standort für Unternehmen so attraktiv wie möglich zu machen“ und Belastungen für Betriebe zu senken. Die CDU forderte ein Standortmarketing für Baden-Württemberg und eine aktive Messepolitik. Eine Förderung von Mittelstand und Handwerk sowie ein Bekenntnis zum dreigliedrigen Bankensystem gehörte zu den Forderungen der Union. Konkret wurde eine Reform des Gemeindewirtschaftsrechts angestoßen, die Kommunen eine wirtschaftliche Betätigung außerhalb der öffentlichen Daseinsvorsorge erschwert.
In der Sozialpolitik konnte die CDU im Südwesten auf die bundesweit niedrigsten Arbeitslosenzahlen verweisen und forderte den Einsatz von Kombilöhnen, um Langzeitarbeitslosen wieder in den Arbeitsmarkt einzugliedern. Zur Förderung von gering qualifizierten Jugendlichen wurde das Programm „AKKU – Wir laden Projekte“ mit Ausgaben von 40,6 Millionen Euro ins Leben gerufen. Ziel der CDU war es, „sowohl die Erwerbsquote als auch die Selbständigenquote von Frauen“ zu erhöhen. Hierzu wurde das Projekt „Kinderland Baden-Württemberg“ gegründet.

### Energiepolitik
Die CDU wollte mit ihrem „Klimakonzept 2010“ bis zum Jahr 2010 den Anteil erneuerbarer Energien verdoppeln. Ein Schwerpunkt sollte die Nutzung von Biomasse darstellen, die bis 2010 ca. 2,5 Prozent des Primärenergieverbrauchs decken sollten. Windkraftanlagen wurden kritisch beurteilt, teils wegen vermeintlich zu geringer Windgeschwindigkeiten in Baden-Württemberg, teils aus optischen Erwägungen ('Verspargelung' von Aufstellungsgebieten).
Bis zur Nuklearkatastrophe von Fukushima kurz vor der verlorenen Landtagswahl 2011 eine Laufzeitverlängerung der (damals 17) in Deutschland betriebenen Kernreaktoren angestrebt. Zur kernenergiefreundlichen Haltung der CDU BW trug auch bei, dass das Land Baden-Württemberg bis Januar 2000 Eigentümer von 25,1 % der EnBW-Aktien war.

### Bildungspolitik
In der Bildungspolitik setzte die CDU auf eine enge Verknüpfung von Bildung, Betreuung und Familienförderung. Die CDU stand hinter dem dreigliedrigen Schulsystem und lehnte die Einführung von Gesamtschulen ab. Durch die zusätzliche Einstellung von 5500 Lehrern und der Einrichtung einer „Lehrerreserve“ sollte Unterrichtsausfall minimiert werden.
Hochschulen sollten „Mehr Leistung durch mehr Selbstverantwortung“ erzielen. Zu der geforderten „unternehmerischen Ausrichtung“ der Hochschulen sollte auch das Recht gehören, die Studenten selbst auswählen zu können. Neben den von der CDU geforderten zusätzlichen Landesmitteln für ein befristetes Ausbauprogramm für Hochschulen sollten auch die sozial abgefederten geforderten Studiengebühren von 500 € pro Student und Semester die Ausstattung der Hochschulen verbessern.
Einer intensiven Förderung lernschwacher Schüler schrieb die Union zu, dass in Baden-Württemberg mit 6,7 % der Schüler nur halb so viele wie im Bundesdurchschnitt die Schule ohne Abschluss verlassen. Die CDU sprach sich auch für Begabtenförderung aus.

### Einzelne Politikfelder
Während der Zeit in der Regierung bis 2011 stand auf dem Programm der CDU
- eine Förderung des Ehrenamtes
- entschiedener Bürokratieabbau
- eine Stärkung der Gemeindefinanzen durch eine grundlegende Neuordnung
- eine Reduzierung der Umverteilung des Länderfinanzausgleichs

## Vorsitzende

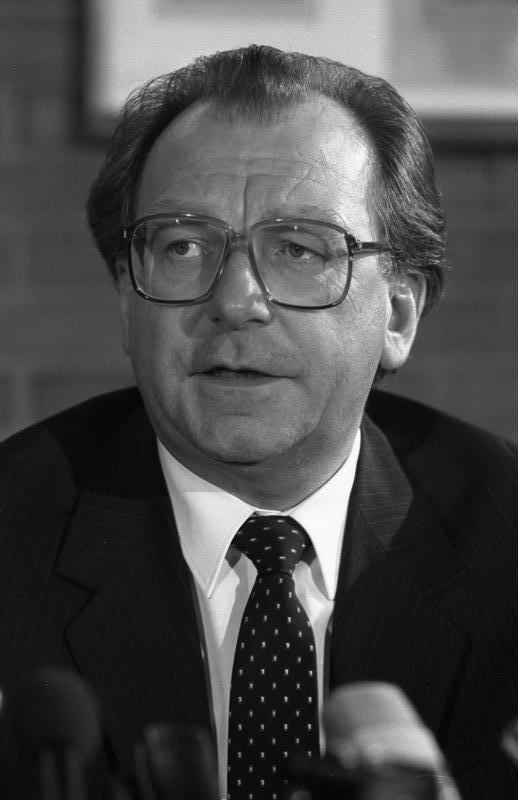
Lothar Späth, 1983

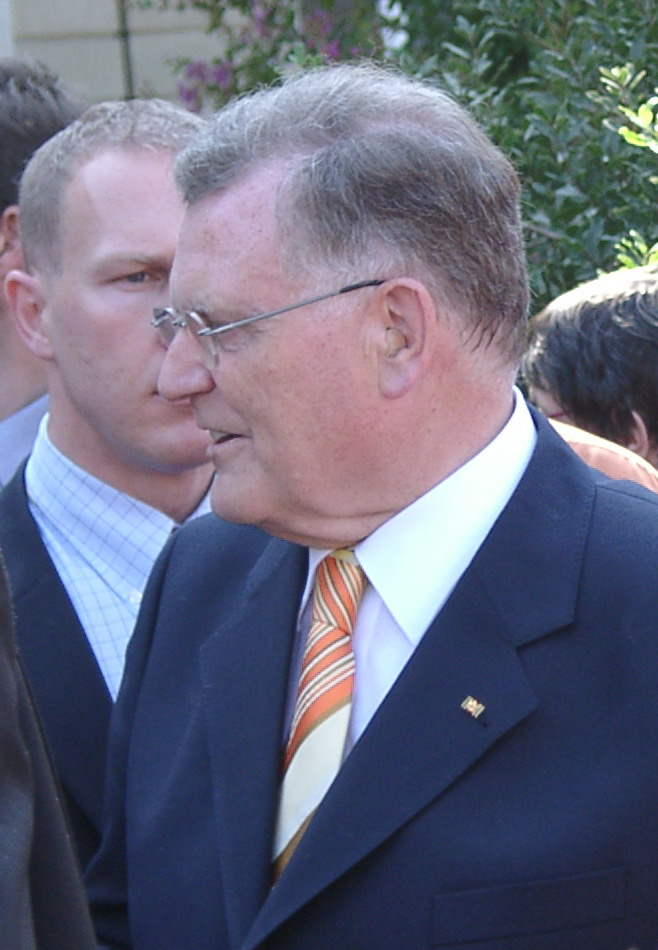
Erwin Teufel, 2004

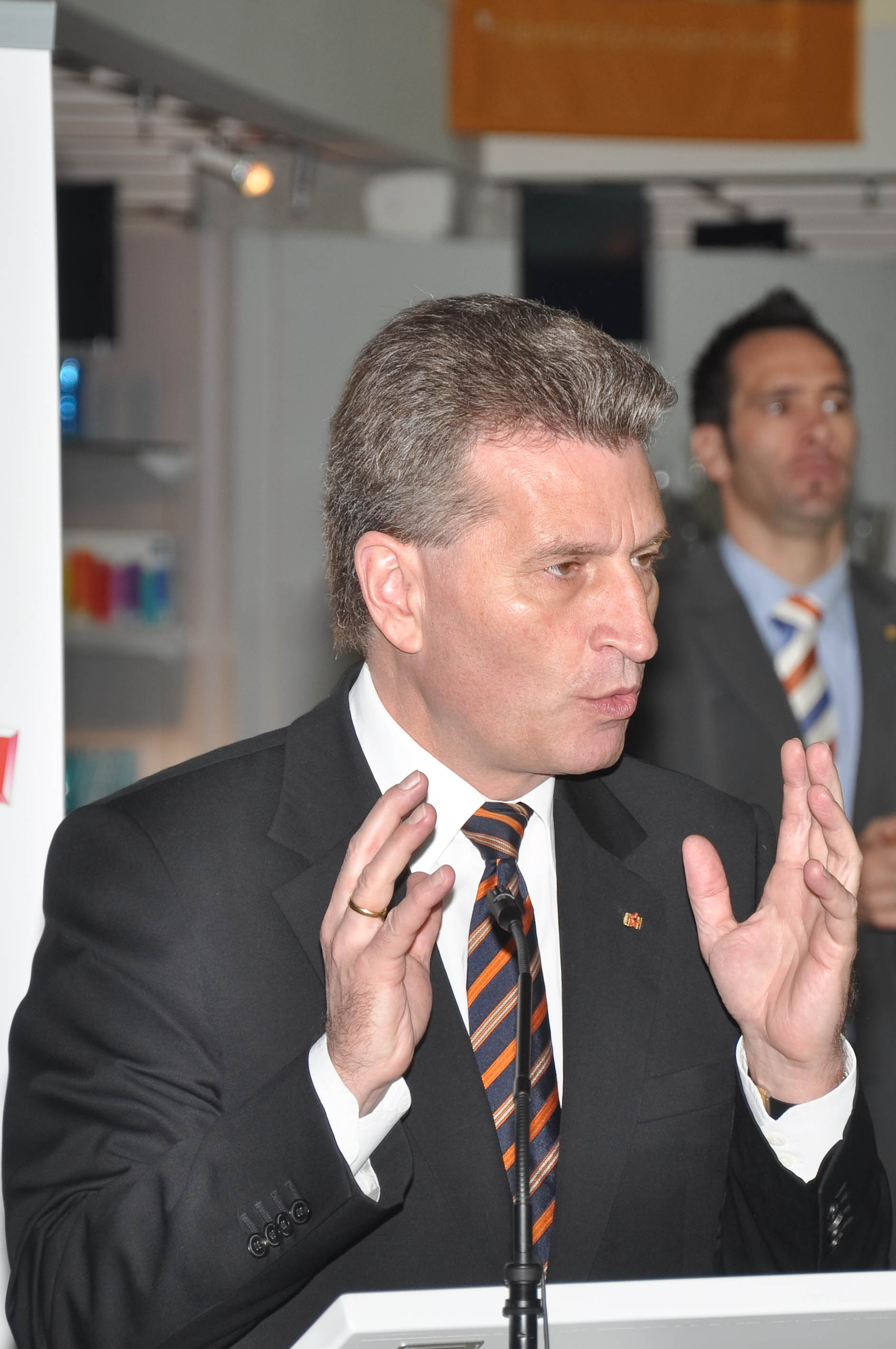
Günther Oettinger, 2009

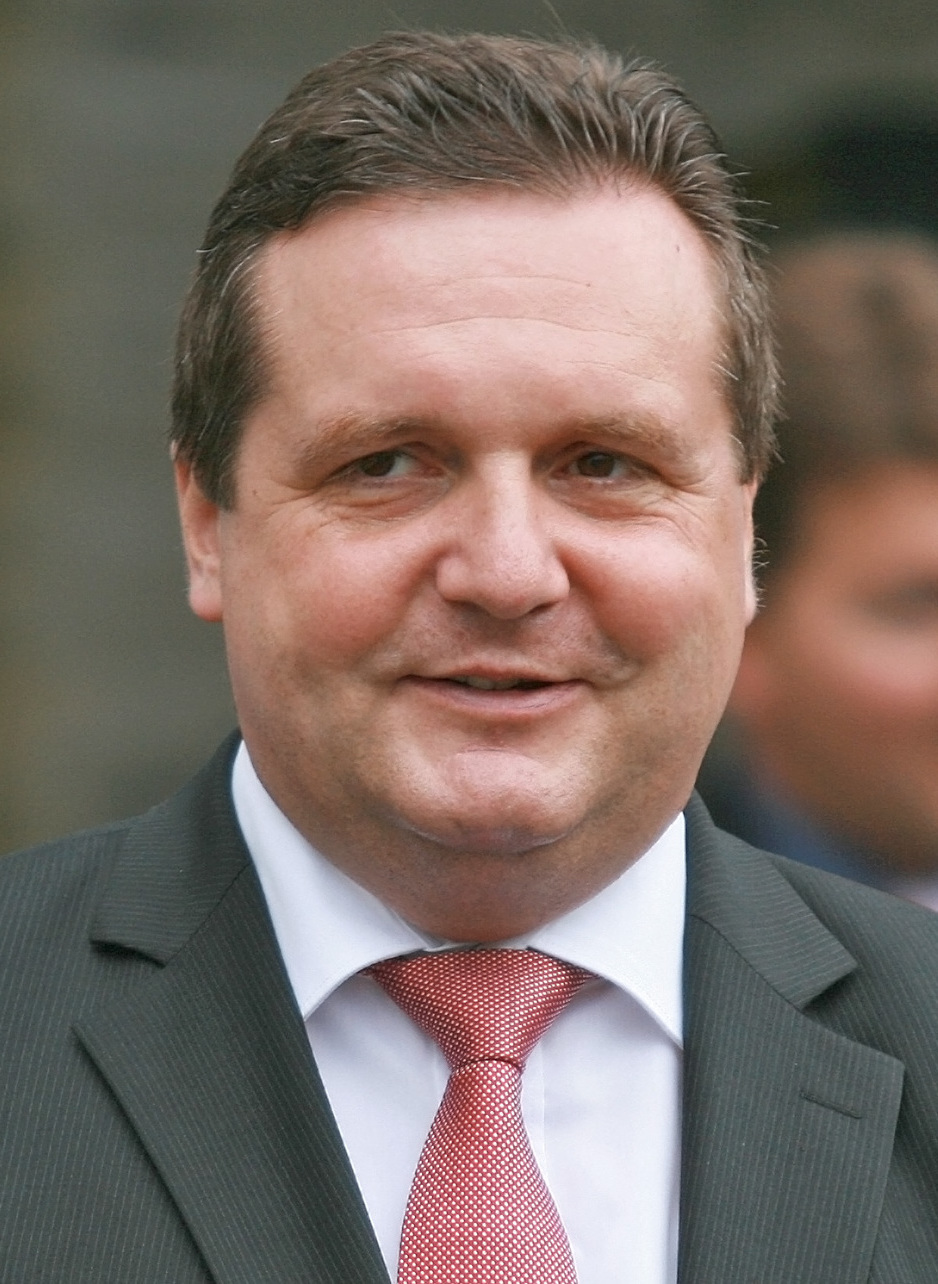
Stefan Mappus

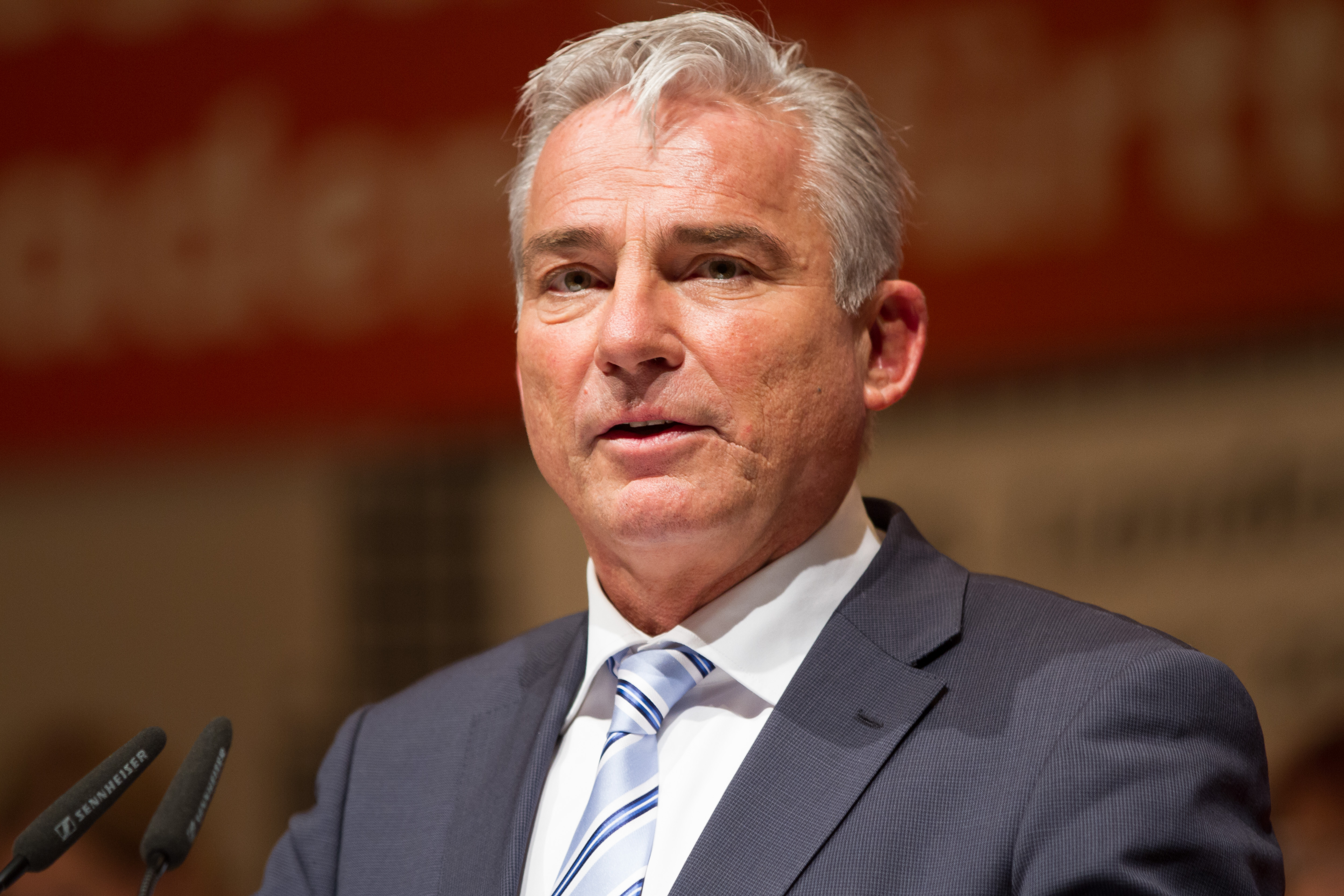
Thomas Strobl, 2015

### Nord-Württemberg
| Jahren    | Vorsitzender          |
| --------- | --------------------- |
| 1946–1948 | Josef Andre           |
| 1948–1958 | Wilhelm Simpfendörfer |
| 1958–1971 | Klaus Scheufelen      |

Bis 1971 Landesverband, seitdem Bezirksverband Nord-Württemberg.

### Nord-Baden
| Jahren    | Vorsitzender     |
| --------- | ---------------- |
| 1945–1951 | Fridolin Heurich |
| 1951–1968 | Franz Gurk       |
| 1968–1970 | Otto Dullenkopf  |
| 1970–1971 | Gerhard Zeitel   |

Bis 1971 Landesverband, seitdem Bezirksverband Nord-Baden.

### Süd-Baden
| Jahren    | Vorsitzender   |
| --------- | -------------- |
| 1946–1947 | Leo Wohleb     |
| 1948–1966 | Anton Dichtel  |
| 1966–1971 | Hans Filbinger |

Bis 1971 Landesverband, seitdem Bezirksverband Süd-Baden.

### Württemberg-Hohenzollern
| Jahren    | Vorsitzender   |
| --------- | -------------- |
| 1946–1948 | Franz Weiß     |
| 1948–1955 | Gebhard Müller |
| 1956–1971 | Eduard Adorno  |

Bis 1971 Landesverband, seitdem Bezirksverband Württemberg-Hohenzollern.

### Landesverband Baden-Württemberg
| Jahren    | Vorsitzender      |
| --------- | ----------------- |
| 1971–1979 | Hans Filbinger    |
| 1979–1991 | Lothar Späth      |
| 1991–2005 | Erwin Teufel      |
| 2005–2009 | Günther Oettinger |
| 2009–2011 | Stefan Mappus     |
| 2011–2023 | Thomas Strobl     |
| 2023–     | Manuel Hagel      |

## Ehrenvorsitzende
| Jahren    | Vorsitzender   |
| --------- | -------------- |
| 1979–2007 | Hans Filbinger |
| 1991–2016 | Lothar Späth   |

## Fraktionsvorsitzende
| Jahren    | Vorsitzender       |
| --------- | ------------------ |
| 1952–1953 | Franz Gurk         |
| 1953–1953 | Gebhard Müller     |
| 1953–1960 | Franz Hermann      |
| 1960–1968 | Camill Wurz        |
| 1968–1972 | Erich Ganzenmüller |
| 1972–1978 | Lothar Späth       |
| 1978–1991 | Erwin Teufel       |
| 1991–2005 | Günther Oettinger  |
| 2005–2010 | Stefan Mappus      |
| 2010–2015 | Peter Hauk         |
| 2015–2016 | Guido Wolf         |
| 2016–2021 | Wolfgang Reinhart  |
| 2021–     | Manuel Hagel       |